# Wiktor Murawski
Wiktor Illicz Murawski, ukr. Віктор Ілліч Муравський, ros. Виктор Ильич Муравский, Wiktor Iljicz Murawski (ur. 26 kwietnia 1959 w Bar, w obwodzie winnickim) – ukraiński piłkarz, grający na pozycji napastnika, a wcześniej pomocnika, trener piłkarski.

## Kariera piłkarska

### Kariera klubowa
Wychowanek Szkoły Piłkarskiej Nywa Winnica. W 1977 rozpoczął karierę piłkarską w klubie Chwyla Chmielnicki, który potem zmienił nazwę na Podilla Chmielnicki. Najpierw występował w drużynie rezerwowej. W 1982 przeszedł do Szachtar Donieck, skąd w lipcu 1983 był skierowany do wojskowej drużyny SKA Karpaty Lwów. Potem powrócił do Podilla Chmielnicki. W latach 1990–1991 bronił barw klubów Zaria Bielce i Nywa Tarnopol, po czym ponownie wrócił do Podilla Chmielnicki, występującej w pierwszych niepodległych mistrzostwach Ukrainy. Od 1977 do 1993 strzelił 77 goli w barwach Podilla, co plasuje go na czwartej pozycji królów strzelców klubu. W 1994 zakończył karierę piłkarską w zespole Adwis Chmielnicki.

## Kariera trenerska
Jeszcze będąc piłkarzem Podilla Chmielnicki łączył w latach 1992-1993 funkcje trenerskie. Potem nastąpiła przerwa. Dopiero w 1999 został zaproszony do sztabu szkoleniowego Podilla Chmielnicki. Od czerwca 2000 do czerwca 2002 pracował na stanowisku głównego trenera Podilla Chmielnicki. Również w maju-czerwcu 2004 pełnił obowiązki głównego trenera klubu. W 2007 po rozwiązaniu Podilla Chmielnicki przeniósł się do sztabu szkoleniowego nowo organizowanego klubu Podilla-Chmelnyćkyj Chmielnicki. Od czerwca 2009 prowadził ten klub, który zmienił nazwę na Dynamo-Chmielnicki. W styczniu 2011 przez ciężką sytuację finansową klubu podał się do dymisji.

## Sukcesy i odznaczenia

### Odznaczenia
- tytuł Mistrza Sportu ZSRR: 1990